# Dietrichsteiner See
Der Dietrichsteiner See ist ein künstlich angelegter See im Feldkirchner Ortsteil Dietrichstein und Teil des gleichnamigen Gutes in Kärnten, Österreich. Der See ist als Fisch- und Löschwasserteich ausgewiesen und wird vom Dietrichsteiner Bach durchflossen, dieser entspringt knapp oberhalb des Schlosses. Bei abgesenktem Wasserspiegel ist der in den See verlegte Zufluss zu sehen.

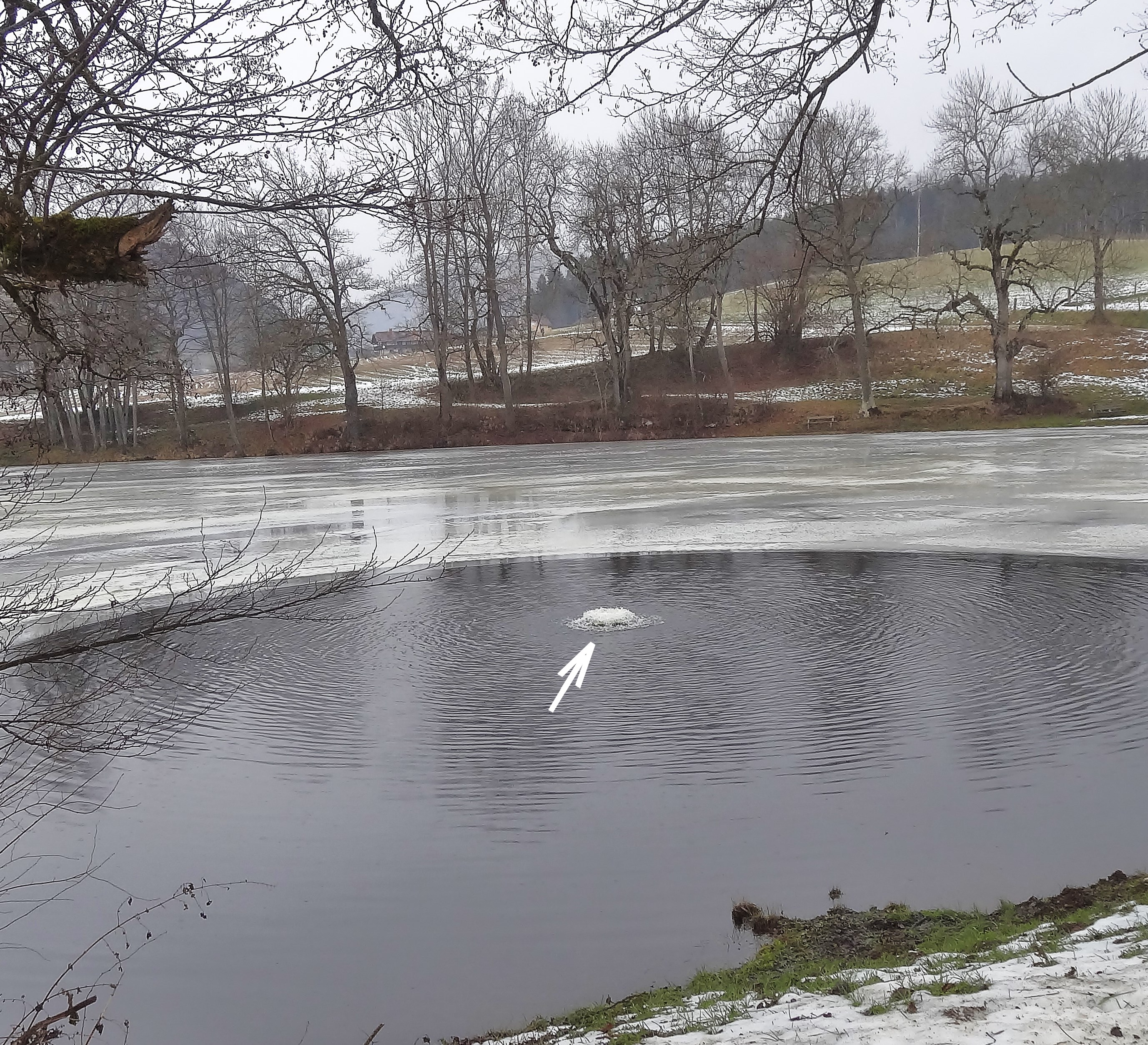
Der Zufluss